# راي باركر (عسكري)
راي باركر (بالإنجليزية: Ray Barker)‏ هو عسكري أمريكي، ولد في 10 ديسمبر 1889 في نيويورك في الولايات المتحدة، وتوفي في 28 يونيو 1974 في فورت براغ ‏ في الولايات المتحدة.